# Camarocarcinidae
Camarocarcinidae is een uitgestorven familie van de sectie Raninoida uit de infraorde krabben en omvat volgende geslachten: 
- Camarocarcinus  †  Holland & Cvancara, 1958
- Cretacocarcinus  †  Feldmann, Li & Schweitzer, 2007